# Phaonia profugax
Phaonia profugax är en tvåvingeart som först beskrevs av Pandelle 1899.  Phaonia profugax ingår i släktet Phaonia och familjen husflugor. Inga underarter finns listade i Catalogue of Life.